# Stefano Agostini (professore)
Stefano Agostini (Enego, 21 aprile 1797 – Padova, 26 novembre 1877) è stato un biblista e patriota italiano.

## Biografia
Studiò nel seminario di Padova e fu ordinato sacerdote nel 1820 o 1821; insegnò quindi filosofia nel seminario di Rovigo e in seguito a Vienna nell'Istituto superiore di educazione ecclesiastica. Rientrato a Padova, già nell'anno accademico 1825-26 risulta tra i professori dell'Università come ordinario di ermeneutica biblica, d'introduzione ai libri del Nuovo Testamento, di lingua greca ed esegesi sopra il Nuovo Testamento e le lettere di san Paolo.
Durante i moti del 1848 fu tra i più attivi patrioti, in particolare durante la breve fase della liberazione di Padova (tra il 25 marzo e il 14 giugno).
Tra il 1837 e il 1838 fu Magnifico Rettore dell'Università di Padova, mentre tra il 1845 al 1849 fu presidente del Gabinetto di lettura, dove i radunavano principalmente i giovani patrioti dell'università.